# Distretto di České Budějovice
Il distretto di České Budějovice (in ceco okres České Budějovice) è un distretto della Repubblica Ceca nella regione della Boemia Meridionale. Il capoluogo di distretto è la città di České Budějovice.

## Geografia antropica
Il distretto conta 109 comuni:

### Città
- Borovany
- České Budějovice
- Hluboká nad Vltavou
- Lišov
- Nové Hrady
- Rudolfov
- Trhové Sviny
- Týn nad Vltavou
- Zliv

### Comuni mercato
- Dolní Bukovsko
- Ledenice
- Ševětín

### Comuni
- Adamov
- Bečice
- Borek
- Borovnice
- Boršov nad Vltavou
- Bošilec
- Branišov
- Břehov
- Chotýčany
- Chrášťany
- Čakov
- Čejkovice
- Čenkov u Bechyně
- Čížkrajice
- Dasný
- Dívčice
- Dobrá Voda u Českých Budějovic
- Dobšice
- Doubravice
- Doudleby
- Drahotěšice
- Dražíč
- Dříteň
- Dubičné
- Dubné
- Dynín
- Habří
- Hartmanice
- Heřmaň
- Hlavatce
- Hlincová Hora
- Homole
- Horní Kněžeklady
- Horní Stropnice
- Hosín
- Hosty
- Hradce
- Hranice
- Hrdějovice
- Hůry
- Hvozdec
- Jankov
- Jílovice
- Jivno
- Kamenná
- Kamenný Újezd
- Komařice
- Kvítkovice
- Libín
- Libníč
- Lipí
- Litvínovice
- Ločenice
- Mazelov
- Mladošovice
- Modrá Hůrka
- Mokrý Lom
- Mydlovary
- Nákří
- Nedabyle
- Neplachov
- Nová Ves
- Olešnice
- Olešník
- Ostrolovský Újezd
- Petříkov
- Pištín
- Planá
- Plav
- Radošovice
- Roudné
- Římov
- Sedlec
- Slavče
- Srubec
- Staré Hodějovice
- Strážkovice
- Strýčice
- Střížov
- Svatý Jan nad Malší
- Štěpánovice
- Temelín
- Úsilné
- Včelná
- Vidov
- Vitín
- Vlkov
- Vrábče
- Vráto
- Všemyslice
- Záboří
- Zahájí
- Závraty
- Zvíkov
- Žabovřesky
- Žár
- Žimutice